# Carlos Dámaso Martínez
Carlos Dámaso Martínez Gilliberti (Chilecito, 16 de octubre de 1945) es un ensayista, escritor y doctor en letras argentino, reconocido además por sus investigaciones sobre la literatura latinoamericana.

## Biografía
Carlos Dámaso Martínez Gilliberti nació en la ciudad de Chilecito ,en la provincia de La Rioja el 16 de octubre del año  1945. De chico vivió en Córdoba (Argentina) y desde 1973 vive en Buenos Aires, donde ha residido desde entonces.
Se graduó en la Universidad Nacional de Córdoba como Licenciado en 1969 y Doctor en Letras en 2012. Su tesis doctoral se tituló La renovación del fantástico en Bioy Casares. Es investigador en el departamento de literatura hispanoamericana de la Universidad de Buenos Aires y en el Instituto de Investigación y Experimentación en Arte y Crítica en la Universidad Nacional de las Artes (UNA) donde ejerce la docencia universitaria.
A lo largo de su carrera se ha especializado en literatura fantástica; ha entrevistado y analizado a varios artistas argentinos con producción dentro de este género, como Horacio Quiroga, Julio Cortazar o Adolfo Bioy Casares. Es director de la colección Letras y Pensamiento en el Bicentenario de la editorial EDUVIM. También es director de Páginas de Bioy Casares y Roberto Arlt, de la Biblioteca Virtual Cervantes, y se ha desempeñado como guionista, con la adaptación para el cine de varias obras de autores argentinos e hispanoamericanos. A su vez, ha sido elegido como jurado del premio novela de la provincia de Córdoba.

## Obras principales
También fue autor de varios libros de literatura, tanto novelas como cuentos. Algunos de ellos han sido reeditados. Dentro de sus publicaciones destacadas se encuentra la novela Hay cenizas en el viento (Buenos Aires, Centro Editor de América Latina, 1982), los libros de cuentos Hasta que todo arda (1989), La frontera más secreta (1993), La creciente (1997), El informante (1998), El amor cambia (2001), la novela policial Serial (2006), las novelas El otro tiempo (2010), El descubrimiento (2013) y Emoción violenta (2015).
Hay cenizas en el viento recibió cierta atención de la crítica. Entre sus análisis, se resaltan los de Beatriz Sarlo, Nora Catelli y Halperín Donghi. La novela hace referencia a movimientos insurreccionales como el Cordobazo y a la represión y desapariciones perpetradas durante la última dictadura cívico-militar argentina. La obra fue incorporada y analizada en varios ensayos del último tomo de la Historia Crítica de la Literatura Argentina: Una literatura en aflicción (2018), junto a las obras Nadie nada nunca de Juan José Saer, Los pichiciegos" de Rodolfo Fogwill y Respiración artificial de Ricardo Piglia, publicadas en el tramo final de la dictadura.
Su última novela (2021) se titula Del horror y la furia.
La creciente es una colección que consta de cuatro cuentos que fue publicada en Argentina en 1997 por la Editorial Beatriz Viterbo. Sus cuentos aparecen en diversas antologías, incluyendo Cuentos policiales argentinos y Cuentos de historia argentina (ambos de Alfaguara).
Sus textos críticos han aparecido en revistas culturales como Tiempo Argentino, Punto de Vista, Espacios, Clarín y Página/12.
Ha publicado ensayos sobre literatura argentina e hispanoamericana en La seducción del relato (2002), El arte de la conversación. Diálogo con escritores latinoamericanos (2007), Una poética de la invención. Renovación del fantástico (2014) y en Lecturas escritas. Ensayos sobre literatura latinoamericana y arte (2017).
Es autor de varios prólogos, entre ellos, el estudio preliminar de los Cuentos completos de Horacio Quiroga (Planeta, 1997).

## Distinciones
Carlos Dámaso Martínez ha recibido varios premios a lo largo de su carrera, entre ellos:
- Por El amor cambia, recibió el Premio Ricardo Rojas de narrativa.
- Por la novela El informante ganó en 1997 el Premio Fondo Nacional de las Artes y en 1998 el Premio Eduardo Mallea de la Ciudad de Buenos Aires.
- Por El otro tiempo, recibió el Primer Premio Ricardo Rojas Cuento-Novela (2001-2003) de la Secretaría de Cultura de la Nación y en 2014 recibió la  "Mención Especial" Premio Nacional de Novela 2009-2012.